# Panzeria sulcocarina
Panzeria sulcocarina là một loài ruồi trong họ Tachinidae.